# Mahmoud Reda
Mahmoud Reda (El Cairo, Egipto, 18 de marzo de 1930 – 10 de julio de 2020) fue un bailarín, coreógrafo, actor, director y economista egipcio. Conocido por ser el pionero del Raks sharki, danza del vientre o belly dance. Además fue cofundador,  junto con Farida Fahmy, de la Reda Troupe, grupo que adaptó las danzas folclóricas egipcias para presentarlas en espectáculos.

## Primeros años
Fue el octavo de diez niños y su padre era bibliotecario en la Universidad de El Cairo. Su hermano mayor Ali, era un bailarín y a través de su influencia (conjuntamente con la de las películas de Gene Kelly y Fred Astaire) Mahmoud se interesó en la danza. Reda se entrenó como gimnasta y participó en las olimpiadas de verano en Helsinki en 1952, representando a Egipto. 
Asistió a la Universidad de El Cairo y se graduó en Economía Política. Sin embargo, su principal interés era la danza, por lo que se integró a un grupo argentino después de su graduación y visitó Europa. Durante su estancia en París decidió comenzar su propia compañía una vez que regresara a Egipto, pero debido a su falta de ingresos tuvo que trabajar como contador para una empresa holandesa.
Se integró al Club Heliolido, donde conoció a la bailarina de baladi Farida Fahmy, quien se convertiría en su socia. Después de dos presentaciones en la Unión Soviética durante 1957, ambos decidieron crear una compañía de danza en Egipto junto a Ali Reda.

## The Reda Troupe
The Reda Troupe fue una compañía de danza fundada por Mahmoud Reda y Farida Fahmy, junto con Ali Reda y Hassan Fahmy. Su primera actuación fue en 1959, en ese tiempo el grupo estaba formado por solo doce bailarines y doce músicos. 
La coreografía de Reda combinaba los bailes egipcios tradicionales con estilos occidentales como el ballet. Más tarde, Reda describió su estilo así:

"Cuando tú tienes a los bailarines folclóricos reales, los subes al escenario, se ven raros, se ven extraños. Sus vestuarios, no saben a donde mirar, no saben, y si ellos hicieran sus cosas, sería realmente monótono. Eso es por lo que mi coreografía no es folclórica. Esta inspirada en el folclore. Hay como 90 % extra puesto en el baile."
Mahmoud Reda

Debido a las relaciones sociales de Fahmy y su familia, la profesión de bailarín y bailarina, tradicionalmente estigmatizada, fue aceptada por la sociedad de El Cairo y tanto hombres como mujeres asistían a las presentaciones de la Troupe. Ali Reda sirvió como el consejero artístico de la compañía, mientras el compositor Ali Ismail fue el artífice de la música para las rutinas de baile.

## Películas
Aunque The Reda Troupe era muy conocido entre la sociedad de El Cairo, no lo era tanto en el resto de Egipto. Eso cambió, cuando en 1961, Mahmoud Reda y Farida Fahmy protagonizaron la película Igazah nisf tan-sinah junto con el resto de la compañía. Dirigido por Ali Reda, la película tenía la intención de popularizar The Reda Troupe entre los egipcios. El equipo continuó ese éxito con Gharam fi al-karnak en 1963. 
Una vez introducido en la cultura popular, The Reda Troupe comenzó a tener mayor audiencia. El Ministerio de la Cultura decidió patrocinar a la compañía e incorporarla al gobierno. En 1970, The Reda Troupe apareció en una tercera película llamada Harami El-Waraqa.
Aunque Reda ya no apareció como el bailarín principal, continuó como coreógrafo y director de las presentaciones. En ese tiempo, la compañía creció a 150 bailarines, músicos y personal de escena. Bajo la dirección de Reda, The Reda Troupe tuvo giras internacionales, actuando para varios dirigentes mundiales.
En 1983, Fahmy abandonó la danza y dejó la compañía. En 1990, Reda se retiró como director de The Reda Troupe.

## Jubilación
Después de su jubilación, Reda continuó impartiendo talleres de baile en Egipto y en países extranjeros. Algunos de sus estudiantes fueron Keti Sharif, Randa Kamel y Dina Talaat.

## Vida personal
Reda contrajo matrimonio con la hermana mayor de Farida, Nadeeda Fahmy en 1955. Ella fue diseñadora de los vestuarios de The Reda Troupe hasta su muerte en 1960.  Su segunda esposa fue una bailarina de ballet nacida en Yugoslavia. Su hija Sherine Reda estuvo casada con el cantante Amr Diab.

## Fallecimiento
El 10 de julio de 2020 se conoció la noticia de su fallecimiento a los noventa años.